# Crockeria kinabalu
Espèce
Crockeria kinabalu est une espèce d'araignées aranéomorphes de la famille des Thomisidae.

## Distribution
Cette espèce se rencontre en Malaisie au Sabah et en Indonésie à Sumatra.

## Description
Le mâle holotype mesure 3,2 mm et la femelle 4,0 mm.

## Systématique et taxinomie
Cette espèce a été décrite par Benjamin en 2016.

## Étymologie
Son nom d'espèce lui a été donné en référence au lieu de sa découverte, le mont Kinabalu.

## Publication originale
- Benjamin, 2016 : « Revision of Cebrenninus Simon, 1887 with description of one new genus and six new species (Araneae: Thomisidae). » Revue Suisse de Zoologie, vol. 123, no 1, p. 179-200.